# Lutz Buchmann
Lutz Buchmann (* 1948 in Dessau) ist ein deutscher Musikwissenschaftler und Germanist.
Bachmann war Direktor des Gesellschaftshauses „Haus der Musik“ im Klosterbergegarten in Magdeburg.  

## Veröffentlichungen
- mit Kathrin Eberl-Ruf: Bürgerliches Musizieren im mitteldeutschen Raum des 18. Jahrhunderts. Protokoll der wissenschaftlichen Tagung zur regionalen Musikgeschichte am 19. und 20. Mai 2009 in Quedlinburg. Landesheimatbund Sachsen-Anhalt, Halle (Saale) 2010, ISBN 978-3-940744-39-5.

| Personendaten    | Personendaten                                |
| ---------------- | -------------------------------------------- |
| NAME             | Buchmann, Lutz                               |
| KURZBESCHREIBUNG | deutscher Musikwissenschaftler und Germanist |
| GEBURTSDATUM     | 1948                                         |
| GEBURTSORT       | Dessau                                       |